# Diphthera hieroglyphica
Diphthera hieroglyphica là một loài bướm đêm trong họ Noctuidae.